# Meaghan Francella
Meaghan Francella (Port Chester, 12 mei 1982) is een Amerikaanse golfprofessional die golft op de LPGA Tour.

## Loopbaan
In 2001 begon Francella haar studie aan de Universiteit van North Carolina en studeerde af in 2005. Tijdens haar studies was ze golfamateur en speelde college golf. In 2004 werd ze een golfprofessional.
In 2004 maakte Francella haar debuut op de Futures Tour. In 2006 won ze haar eerste profzege op die tour door de Lakeland Duramed FUTURES Classic te winnen. Op het einde van het golfseizoen in 2006, kreeg ze een speelkaart voor de LPGA Tour in 2007.
In 2007 maakte ze haar debuut op de LPGA Tour en in haar eerste seizoen won ze één toernooi: de MasterCard Classic. Ze won de play-off van de Zweedse Annika Sörenstam. In 2010 won ze tijdens de LPGA Tour de HSBC LPGA Brasil Cup, een exhibitietoernooi waarbij de prijzengeld niet mee telde voor de Order of Merit.

## Prestaties

### Professional
LPGA Tour
| Nr. | Datum         | Toernooi           | Score        | Score | Info                                 |
| --- | ------------- | ------------------ | ------------ | ----- | ------------------------------------ |
| 1   | 11 maart 2007 | MasterCard Classic | 68-68-69=205 | 11    | Won de play-off van Annika Sörenstam |

Futures Tour
| Nr. | Datum         | Toernooi                         | Score | Score | Info            |
| --- | ------------- | -------------------------------- | ----- | ----- | --------------- |
| 1   | 12 maart 2006 | Lakeland Duramed FUTURES Classic | 209   | –7    | Eerste profzege |

Overige zeges
- 2010: HSBC LPGA Brasil Cup (niet officieel toernooi van de LPGA Tour; exhibitietoernooi)